# Facteurs de Gebhart
Les facteurs de Gebhart sont utilisés dans les transferts thermiques par rayonnement. 

## Définition
La facteur de Gebhart d'une surface décrit la part de rayonnement absorbée par toute autre surface sur le rayonnement total émis par cette surface.
Le calcul nécessite la détermination préalable des facteurs de forme.
La méthode de Gebhart présuppose des corps gris éclairés de façon diffuse et uniforme.
La facteur de Gebhart peut s'écrire :
{\displaystyle B_{ij}={\frac {Q_{ij}}{\epsilon _{i}\cdot A_{i}\cdot \sigma \cdot T_{i}^{4}}}}
où
- {\displaystyle B_{ij}} est le facteur de Gebhart

- {\displaystyle Q_{ij}} est le transfert thermique de la surface i à la surface j

- {\displaystyle \epsilon } est l'émissivité de la surface

- {\displaystyle A} est l'aire de la surface

- {\displaystyle T} est la température

Le dénominateur peut être identifié avec la loi de Stefan-Boltzmann.
On peut également montrer que :
{\displaystyle B_{ij}=F_{ij}\cdot \epsilon _{j}+\sum _{k=1}^{N_{s}}((1-\epsilon _{k})\cdot F_{ik}\cdot B_{kj})}
où {\displaystyle F_{ij}} est le facteur de forme de i à j
Plusieurs approches existent pour résoudre ces équations comme un système d'équations linéaires, par élimination gaussienne ou autre.

## Propriété
Par définition, les facteurs de Gebhart respectent la propriété suivante : 
{\displaystyle \sum _{j=1}^{N_{s}}(B_{ij})=1}

## Historique
La méthode a été élaborée par Benjamin Gebhart en 1957. Elle a permis de diminuer la puissance de calcul nécessaire, en comparaison avec des tracés de rayon comme dans la Méthode de Monte Carlo (MCM).
Une méthode alternative consiste à calculer les radiosités.

## Utilisation

### Calcul du flux net
Le facteur {\displaystyle B_{ij}} peut ensuite être utilisé pour calculer le flux net d'énergie transférée d'une surface à une autre, pour une surface opaque :
{\displaystyle q_{i}=A_{i}\cdot \epsilon _{i}\cdot \sigma \cdot T_{i}^{4}-\sum _{j=1}^{N_{s}}A_{j}\cdot \epsilon _{j}\cdot B_{ji}\cdot T_{j}^{4}}
De par les propriétés géométriques, on peut montrer que :
{\displaystyle \epsilon _{i}\cdot A_{i}\cdot B_{ij}=\epsilon _{j}\cdot A_{j}\cdot B_{ji}}
On peut donc écrire, ici pour un transfert entre les surfaces 1 et 2 :
{\displaystyle q_{1-2}=A_{1}\cdot \epsilon _{1}\cdot B_{12}\cdot \sigma \cdot (T_{1}^{4}-T_{2}^{4})}

### Logiciels
La méthode de calcul des échanges radiatifs par les facteurs de Gebhart est utilisée dans plusieurs logiciels, comme TMG, TRNSYS...